# 卡提波蜘蛛
卡提波蜘蛛，學名Latrodectus katipo，是一種紐西蘭獨有的、毒性極強的蜘蛛，與著名的黑寡婦蜘蛛同屬。
 维基共享资源上的相關多媒體資源：Latrodectus katipo